# Richard Deschatelets
Richard Deschatelets (ur. 4 kwietnia 1954 w Sturgeon Falls) – kanadyjski zapaśnik walczący w stylu wolnym. Olimpijczyk z Montrealu 1976, gdzie odpadł w eliminacjach w kategorii 82 kg.
Zajął czwarte miejsce na mistrzostwach świata w 1979. Srebrny medalista igrzysk panamerykańskich w 1975 i 1983. Triumfator Igrzysk Wspólnoty Narodów w 1978 i 1982. Trzeci w Pucharze Świata w 1977, 1980 i 1982; czwarty w 1975 i 1976. Trzeci na MŚ juniorów w 1973 roku.
Zawodnik University of Guelph, trener reprezentacji kraju na igrzyskach w Sydney 2000.